# Bujkáló bülbül
A bujkáló bülbül (Pycnonotus leucogrammicus) a madarak osztályának verébalakúak (Passeriformes) rendjébe és a bülbülfélék (Pycnonotidae) családjába tartozó faj.

## Rendszerezése
A fajt Salomon Müller német ornitológus írta le 1835-ben, az Ixos nembe Ixos leucogrammicus néven.

## Előfordulása
Délkelet-Ázsiában, az Indonéziához tartozó Szumátra szigetén honos. A természetes élőhelye a szubtrópusi és trópusi síkvidéki- és hegyi esőerdők, valamint szántóföldek. Állandó, nem vonuló faj.

## Megjelenése
Testhossza 18 centiméter.

## Életmódja
Gyümölcsökkel táplálkozik, esetleg rovarokat is fogyaszthat.

## Természetvédelmi helyzete
Az elterjedési területe elég nagy, egyedszáma pedig stabil. A Természetvédelmi Világszövetség Vörös listáján nem fenyegetett fajként szerepel.